# アラビアダチョウ
アラビアダチョウ（亜剌比亜駝鳥、Struthio camelus syriacus）はダチョウ目ダチョウ科に属する、ダチョウの絶滅亜種である。

## 分布
20世紀まで、アラビア半島など中東に広く分布していた。

## 形態
ダチョウの中では最小の亜種だったが、それでも体高は2m以上に達した。好む場所はルブアルハリ砂漠などの乾燥地帯に棲んでいた。恐らくメスは、やや明るい色だったという。足根は約4センチメートルほどの長さで、オスは約4.5～5.3センチメートルだった。

## 人間との関係
この種は先史時代にも生息しており、人間にも利用されてきた。メソポタミア文明期には、犠牲としての取引、そして絵画のモチーフとしても使われた。
この鳥に関しては、ユダヤ人に対しては余り好ましくなかった。(卵は厚すぎることで、オーブンが壊れてしまうため)
ローマ時代には、使用するダチョウが娯楽や調理のために需要された。後者はローマ帝国の手に負えない辺境地域でしか見られなかったので、通常のダチョウから来てたのかもしれない。ダチョウに比べて帽子作りには優れた素材と考えられた。
イスラム教伝統以降は、アラビアダチョウは富と優雅さを表すようになった。ダチョウの狩猟は裕福で高貴な人々に人気の娯楽になり、卵、羽、革は手工芸品に広く使用された。アラビアダチョウ製品と生きている鳥は、中国まで輸出され、アラビアダチョウは、富と地位の象徴になっていった。

## 絶滅

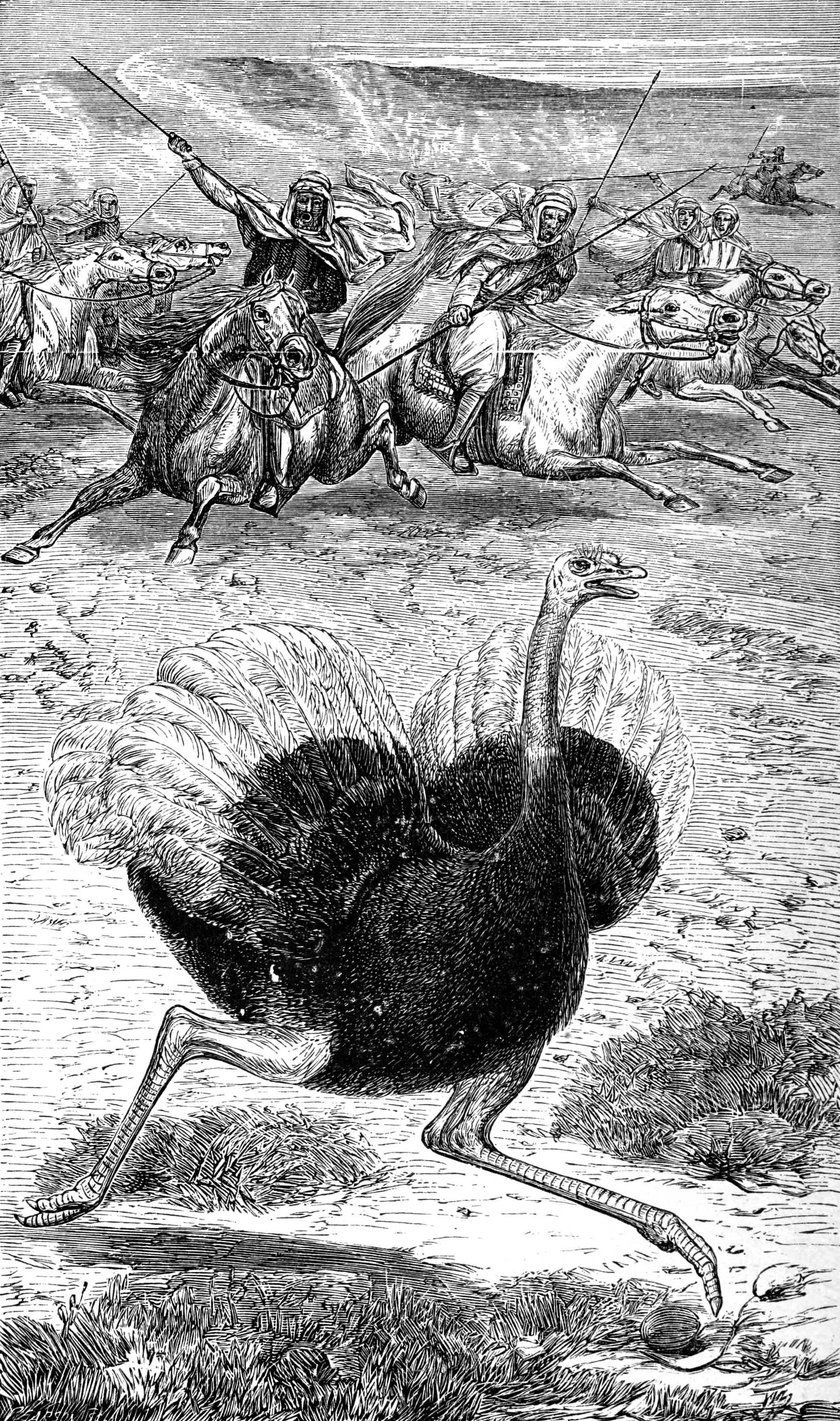
1877年のシリアでのダチョウ狩り。

銃器や自動車の普及や道路開発やヨーロッパ人の到来によって、アラビアダチョウの生息地は狭まっていった。弓、矢、犬を使った以前の狩猟方法では、ダチョウのほとんどが逃げることができたが、ライフルによって密猟や過剰な狩猟が可能になり、種を絶滅に追いやることができた。20世紀初頭までに、アラビアダチョウは珍しくなった。1928年、もうダチョウの姿は人の目からは見ることはなくなっていた。
最後の目撃例は、1941年にバーレーンにある石油のパイプラインのところでダチョウの1羽が弱っているのが発見され撃たれて食べられたという説や、1966年にペトラ北部にあるワディエルハサ川上流で死んだという説もあるが、正確な絶滅年代はわかっていない。